# 3국 협력 사무국
3국 협력 사무국(한국어: 三國協力事務局 또는 한중일 3국 협력 사무국(韓中日三國協力事務局), 중국어: 中日韩三国合作秘书处, 일본어: 三国協力事務局, 영어: Trilateral Cooperation Secretariat, TCS)은 동아시아 지역의 지속적 평화, 공동 번영, 공통 문화비전 실현을 목적으로 하는 정부 간 국제 기구이다. 대한민국, 일본, 중화인민공화국이 서명 비준한 협정에 의거하여 2011년 9월 대한민국 서울특별시에 설립되었으며, 한중일 3국 정부가 사무국 운영 예산의 1/3씩 부담한다.

## 배경

### 3국 협력의 발전
대한민국, 중국, 일본 간 3국 협력은 1999년 아세안+3 정상회의의 연장선상에서 3국 정상들의 첫 조찬회동을 계기로 첫발을 뗀 후 매년 아세안+3 정상회의의 연장선상에서 3국 정상회의를 개최했다. 몇 년 간의 협상을 거쳐, 3국은 2007년에 아세안+3 정상회의에서 아세안+3와 독립된 3국 정상회의를 개최하기로 합의하여 2008년 일본 후쿠오카시에서 최초의 공식적인 한일중 정상회담이 개최되었다.

### 한중일 3국협력사무국(TCS) 설립
3국협력사무국 설립 논의는 2009년 중국 베이징시에서 개최된 제2차 한중일 정상회담에서 시작됐다. 3국 정상들은 2010년 5월 대한민국 제주시에서 개최된 제3차 한중일 정상회의에서 3국 협력의 보다 효율적이고 체계적인 관리·발전을 위한 상설 사무국을 대한민국에 설치하기로 3국 정상이 합의하였으며, 이후 2010년 사무국 설립 협정 체결, 2011년 협정 발효 등 일련의 준비과정을 거쳐 2011년 9월에 3국협력사무국이 대한민국 서울특별시에서 공식 출범하게 되었다.

## 조직
TCS는 협의의사회(총장단)와 그 산하 4개 부서로 조직되어 있다.

### 협의 이사회
협의이사회는 TCS 최고 의사결정 기구로 한중일 각국이 2년마다 윤번제로 임명하는 1명의 사무총장과 2명의 사무차장으로 구성되며, 한중일 외교부에서 파견된 외교관들로 이루어져 있다.
|                              | 사무총장        | 사무차장        | 사무차장        |
| ---------------------------- | --------------- | --------------- | --------------- |
| 제1대 이사회 2011.09-2013.08 | 신봉길          | 마츠카와 루이   | 마오닝          |
| 제2대 이사회 2013.09-2015.08 | 이와타니 시게오 | 천펑            | 이종헌          |
| 제3대 이사회 2015.09-2017.08 | 양허우란        | 이종헌          | 우메자와 아키마 |
| 제4대 이사회 2017.09-2019.08 | 이종헌          | 야마모토 야스시 | 한메이          |
| 제5대 이사회 2019.09-2021.08 | 미치가미 히사시 | 차오징          | 강도호          |
| 제6대 이사회 2021.09-2023.08 | 어우 보첸       | 백범흠          | 사카타 나츠코   |
| 제7대 이사회 2023.09-2025.08 | 이희섭          | 즈시 슈우지     | 옌 량           |

### 부서
부서는 정무부, 경제부, 사회문화부, 행정조정부 총 4개로, 3국 정부 파견 인력과 각 국에서 공개채용으로 선발된 한국, 중국 국적 직원들로 구성된다.

## 기능 및 역할
'지속적 평화, 공동 번영, 공통 문화'라는 목표 하에, TCS는 한국, 중국, 일본 3국의 광범위한 이해관계를 아우르는 협력의 구심점으로서 3국협력의 역동성과 미래지향성 유지를 목표로 한다.
1. 한중일 3국 간 협의체 지원
2. 한중일 협력에 대한 대중 인식 제고
3. 신규 사업 발굴
4. 여타 국제기구와의 협력
5. 연구 및 데이터베이스 구축

## 프로젝트

### 청년교류
- 청년교류플랫폼 (TYEN)
- 청년 대사 프로그램 (YAP)
- 한중일 청년 스피치 콘테스트 (TYSC)

- 한중일 청년 모의정상회의 (TYS)
- 캠퍼스 아시아 동문 교류 프로그램
- 어린이 동화교류 프로그램 동문 교류 프로그램
- 한중일 청년 농촌 지도자 교류 프로그램

### 3국협력 프로젝트
- 3국협력 국제 포럼 (IFTC)
- 한중일 기업가 포럼 (TEF)
- 한중일 언론인 교류 프로그램 (TJEP)
- 한중일 버츄얼 마라톤 대회

### 연구 및 출판물[7]
- 통계허브
- 3국 협력의 진전: 현실과 전망
- 한중일 공통 한자어 어휘집 (TCVD)
- 연례보고서
- 실적보고서

- 3국 우수 사례집: 재난위기 경감을 위한 기술 적용 사례
- 그 외 정무, 경제, 사회문화 3국협력 관련 출판물

## 같이 보기
- 한중일 정상회의